# 西周 (启蒙家)

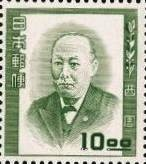
邮票肖像（1952年1月31日发行）

西周（日语：／ Nishi Amane，1829年3月7日—1897年1月31日），又名西周助（日语：／ Nishi Shūsuke），日本江戶時代后期幕末至明治初期的启蒙家、教育家。江戶幕府征夷大将军德川庆喜的政治顾问、明治贵族院议员。男爵，勳一等瑞宝章（1897年）。德國學協會學校（現德協學園）首任校长。

## 生平
出身石見國津和野藩（現岛根县津和野町）御典医。幼名时懋、鱼人，成年后称修亮、周助，后又改名为周，号天根、鹿城。父亲西時義为森高亮次子，津和野川对岸是亲戚森鷗外出生地。在西周的出生地，还保存着他闭门不出潜心修学的仓库。
具备汉学素养的西周于1841年在藩校養老館学习兰学。1857年成为蕃書調所教授助教。认识津田真道、研究哲学等西欧诸门学問。1862年奉幕府之命同津田真道、榎本武揚一起留学荷兰，跟随西蒙·菲塞林学习法学、康德哲学、经济学、国际法等。并在当时加入共济会、现存其署名文章莱顿大学。
1865年回国之后，在大政奉還前后，担任德川庆喜的政治顾问。1868年，就任幕府沼津兵学校首任校长。1870年，进入明治政府兵部省，其后又在文部省、宫内省等任职。参与起草軍人敕谕、軍人訓戒，致力于确立整备军政的精神。
1873年与森有礼、福澤諭吉、加藤弘之、中村正直、西村茂樹、津田真道等人共同成立明六社。翌年发行机关报《明六杂志》。翻译介绍西洋哲学、致力构筑日本哲学基础。
東京学士会院（現在的日本学士院）第2代及第4代会長、担任德國學協會學校首任校长。1890年成为貴族院議員。1897年1月31日死去，享年68岁。
同福澤諭吉一起，没有選擇直接将音译，而是翻译创造了「哲学」一詞。并翻译设计出了「艺术」、「理性」、「科学」、「技術」诸多与哲学、科学相关的词汇。作为廢除片假名論者、于1874年发表《以洋字書國語之論》（洋字ヲ以テ国語ヲ書スルノ論）。著有《百學連環》、《百一新論》、《致知啓蒙》等书。据说《五條御誓文》的草稿也由他执笔。
墓所位于東京都港区的青山靈園。在島根縣津和野町仍保存其故居，並開放參觀。

## 家族
- 养子 西紳六郎（海軍中将林洞海第6子）

## 相關人物
- 福澤諭吉
- 森有礼
- 中村正直
- 加藤弘之
- 西村茂樹
- 津田真道